# Macizo de Tauro
Macizo de Tauro este o arie protejată (arie specială de conservare — SAC, sit de importanță comunitară — SCI, arie de protecție specială avifaunistică — SPA) din Spania întinsă pe o suprafață de 1.244,1 ha, integral pe uscat.

## Localizare
Centrul sitului Macizo de Tauro este situat la coordonatele 27°52′39″N 15°42′15″W / 27.8774°N 15.7043°V.

## Înființare
Situl Macizo de Tauro a fost declarat arie de protecție specială avifaunistică în octombrie 1989 pentru a proteja 1 specie de plante și 1 specie de animale. Alte tipuri de protecție:
- sit de importanță comunitară (în octombrie 1999)
- arie specială de conservare (în ianuarie 2010)[1][2][3]

## Biodiversitate
Situată în ecoregiunea , aria protejată conține 2 habitate naturale: Păduri de pin endemic canariene, Tufărișuri termo-mediteraneene și de pre-deșert.
La baza desemnării sitului se află mai multe specii protejate:
- plante (1): Teline rosmarinifolia
- păsări (1): Dendrocopos major thanneri

Pe lângă speciile protejate, pe teritoriul sitului au mai fost identificate 1 specie de plante.